# 郑召玉
郑召玉（1994年3月9日—），是中华人民共和国的自由搏击运动员，出生于山东日照。11岁开始练习散打，2016年7月10日夺得昆仑决75公斤世界冠军。